# Tarik Sektioui
Tarik Sektioui (Fès, 13 mei 1977) is een Marokkaans voetbaltrainer en voormalig profvoetballer die bij voorkeur als vleugelspeler speelde. Hij begon zijn carrière bij Maghreb Fez en speelde vervolgens voor verschillende clubs in Europa, zoals FC Porto, AJ Auxerre en AZ Alkmaar. Sektioui speelde tussen 2001 en 2008 zeventien interlands voor het Marokkaans voetbalelftal, hierin scoorde hij vijf keer. In februari 2024 werd hij aangesteld als de coach van Jong Marokko.

## Clubcarrière
Sektiou begin bij Maghreb Fez. In het seizoen 1997/98 kwam hij bij Auxerre. Hij speelde daar twee seizoenen, vooral in het tweede team. Hij werd verhuurd het Portugese CS Maritimo Funchal, waar hij in het seizoen 1998/99 twee duels in actie kwam. In  vertrok hij naar het Zwitserse Neuchâtel Xamax. Hij speelde daar in een half jaar negen wedstrijden.
In de winterstop van het seizoen 1999/00 kwam hij over naar de Nederlandse competitie bij Willem II waar hij een contract voor viereneenhalf seizoen getekend had.
Na een conflict met de toenmalige trainer André Wetzel, werd Sektioui aan het eind van zijn laatste seizoen uit de selectie gezet. Hij sleepte Willem II voor de rechter maar verloor die zaak uiteindelijk. Toch diende hij zijn contract uit. Tijdens de wedstrijd tegen RBC kreeg Sektioui de bal hard tegen zijn linkeroog, hetgeen resulteerde in een kleine scheur in zijn netvlies. Hij was zeven uur blind en drieënhalf maand uit de roulatie. Dit voorval noodzaakte hem om tijdelijk met een “Edgar Davids”-bril te spelen.
Vervolgens tekende Sektioui een vierjarig contract bij AZ. Bij AZ speelde en scoorde hij regelmatig. Met AZ bereikte hij 2005 de halve finale van de UEFA Cup.
Hij tekende een driejarig contract bij de Portugese topclub FC Porto, waar hij werd aangetrokken door zijn voormalige trainer Co Adriaanse. Echter, Adriaanse nam ontslag bij Porto waardoor Tarik vanaf 31 januari 2007 voor zes maanden verhuurd werd aan RKC Waalwijk. Na de zomer van 2007 meldde Sektioui zich weer bij FC Porto.
Sektioui kreeg na het aflopen van zijn contract bij Porto geen nieuwe aanbieding. Daarop vertrok hij naar Ajman Club in de Verenigde Arabische Emiraten, waarvoor hij per 2009/10 uitkomt. In 2010 verkreeg hij tevens de Nederlandse nationaliteit. Het jaar erop ging hij op 33-jarige leeftijd met pensioen, maar kwam hier later op terug en ging weer spelen voor zijn eerste profclub MAS Fez, waar hij in 2012 definitief met voetbalpensioen ging .

## Clubstatistieken
| Seizoen | Club            | Duels | Goals | Competitie    |
| ------- | --------------- | ----- | ----- | ------------- |
| 1998/99 | AJ Auxerre      | 2     | 0     | Ligue 1       |
| 1998/99 | CS Marítimo     | 2     | 0     | Primeira Liga |
| 1999/00 | Xamax Neuchâtel | 9     | 0     | Super League  |
| 1999/00 | Willem II       | 8     | 2     | Eredivisie    |
| 2000/01 | Willem II       | 19    | 1     | Eredivisie    |
| 2001/02 | Willem II       | 22    | 7     | Eredivisie    |
| 2002/03 | Willem II       | 24    | 8     | Eredivisie    |
| 2003/04 | Willem II       | 12    | 1     | Eredivisie    |
| 2004/05 | AZ              | 30    | 4     | Eredivisie    |
| 2005/06 | AZ              | 18    | 6     | Eredivisie    |
| 2006/07 | FC Porto        | 4     | 1     | Primeira Liga |
| 2006/07 | RKC Waalwijk    | 9     | 0     | Eredivisie    |
| 2007/08 | FC Porto        | 23    | 6     | SuperLiga     |
| 2008/09 | FC Porto        | 8     | 0     | SuperLiga     |
| 2009/10 | Ajman Club      | 25    | 3     | UAE League    |
| 2010/11 | Maghreb Fez     | 15    | 9     | Botola Pro    |
| Totaal  | Totaal          | 201   | 47    |               |

## Interlandcarrière
Hij werd in 2001 opgeroepen voor de WK 2002 kwalificatie met Marokkaans voetbalelftal, maar hij kwam niet aan spelen toe. Sektioui werd international. Hij maakte deel uit van de Marokkaanse selectie op het Afrikaans kampioenschap voetbal 2008.

### Interlanddoelpunten
| Nr.                                  | Datum            | Plaats                                   | Tegenstander | Score | Resultaat  | Wedstrijd           |
| ------------------------------------ | ---------------- | ---------------------------------------- | ------------ | ----- | ---------- | ------------------- |
| 1                                    | 16 november 2007 | Stade de France, Parijs, Frankrijk       | Frankrijk    | 2-2   | Gelijkspel | Vriendschappelijk   |
| 2                                    | 12 januari 2008  | Complexe Sportif de Fès, Fés, Marokko    | Zambia       | 2-0   | Winst      | Vriendschappelijk   |
| 3                                    | 21 januari 2008  | Ohene Djan Stadium, Accra, Ghana         | Namibië      | 1-5   | Winst      | ACN 2008            |
| 4                                    | 26 maart 2008    | Koning Boudewijnstadion, Brussel, België | België       | 1-4   | Winst      | Vriendschappelijk   |
| 5                                    | 7 juni 2008      | Stade Olympique, Nouakchott, Mauritanië  | Mauritanië   | 1-4   | Winst      | WK2010-Kwalificatie |
| Laatst bijgewerkt: 19 september 2008 |                  |                                          |              |       |            |                     |

## Trainerscarrière
Vervolgens haalde hij zijn trainerspapieren in Marokko en hij liep in 2012 stage bij AZ. Van medio 2013 tot medio 2018 was Sektioui, met een korte onderbreking bij Wydad de Fès, hoofdtrainer van Maghreb Fez. Hierna trainde hij Marokko onder 19 en in 2019 kort MA Tétouan. In september 2019 werd hij aangesteld als hoofdtrainer van Renaissance Sportive de Berkane.

## Erelijst
Als speler
 FC Porto
- Primeira Liga: 2006/07, 2007/08, 2008/09
- Taça de Portugal: 2008/09
- Supertaça Cândido de Oliveira: 2006

 MAS Fès
- CAF Confederation Cup: 2011

Als trainer
 MAS Fès
- Coupe du Trône: 2016

 RS Berkane
- CAF Confederation Cup: 2019/20